# Pseudamnicola luisi
Pseudamnicola luisi is een slakkensoort uit de familie van de Hydrobiidae. De wetenschappelijke naam van de soort is voor het eerst geldig gepubliceerd in 1984 door Boeters.